# Maurice Asselin
Pour les articles homonymes, voir Asselin.
Maurice Asselin né le 24 juin 1882 à Orléans et mort le 27 septembre 1947 à Neuilly-sur-Seine est un peintre et graveur français rattaché à l'École de Paris.
Maurice Asselin est surtout connu pour ses natures mortes et ses nus. Un autre thème récurrent dans son travail est la maternité, qui a atteint de rares niveaux de délicatesse. Il se consacra également avec habileté à l'aquarelle et à la peinture de paysages de sa bien-aimée Bretagne.
Il vécut à partir de 1911 au 39, rue Lamarck, à partir de 1916 au 121, rue Caulaincourt dans le 18e arrondissement de Paris, puis à partir de 1925 au 45, rue du Bois-de-Boulogne à Neuilly-sur-Seine.

## Biographie

### Jeunesse
Maurice Asselin naît le 24 juin 1882 à Orléans où ses parents — le père est cocher, la mère tient le débit de tabac La Pipe d'or à l'angle de la rue Sainte-Catherine et de la rue Jeanne-d'Arc — vont bientôt reprendre un restaurant appelé à connaître une certaine réputation, l'auberge de la rue Sainte-Catherine. Après des études secondaires à l'école Sainte-Croix qui s'arrêtent en classe de seconde, il est placé en 1899 comme apprenti calicot dans la maison de tissus Aux Travailleurs, place de la République à Orléans, puis, en 1900, dans une maison de textiles du Sentier à Paris. « Employé distrait », il revient passer les années 1901-1903 à Orléans (son père meurt en 1902) — sur son carnet de dessins, dont en fait il ne s'est jamais séparé depuis l'enfance, il saisit des vues d'Orléans, de Tigy, de Saint-Hilaire-Saint-Mesmin — avant de s'en retourner à Paris où il est l'élève de Fernand Cormon à l'École nationale supérieure des beaux-arts. Cet enseignement académique qu'il n'aime pas — compensé par une observation approfondie de Paul Cézanne et des impressionnistes au musée du Luxembourg et au musée du Louvre — est interrompu par une tuberculose gagnée sans doute dans la chambre mal chauffée qu'il occupe sous des toits du 15e arrondissement pour le conduire à une hospitalisation dans un sanatorium auvergnat.

### La Bretagne, l'Italie, les premières expositions

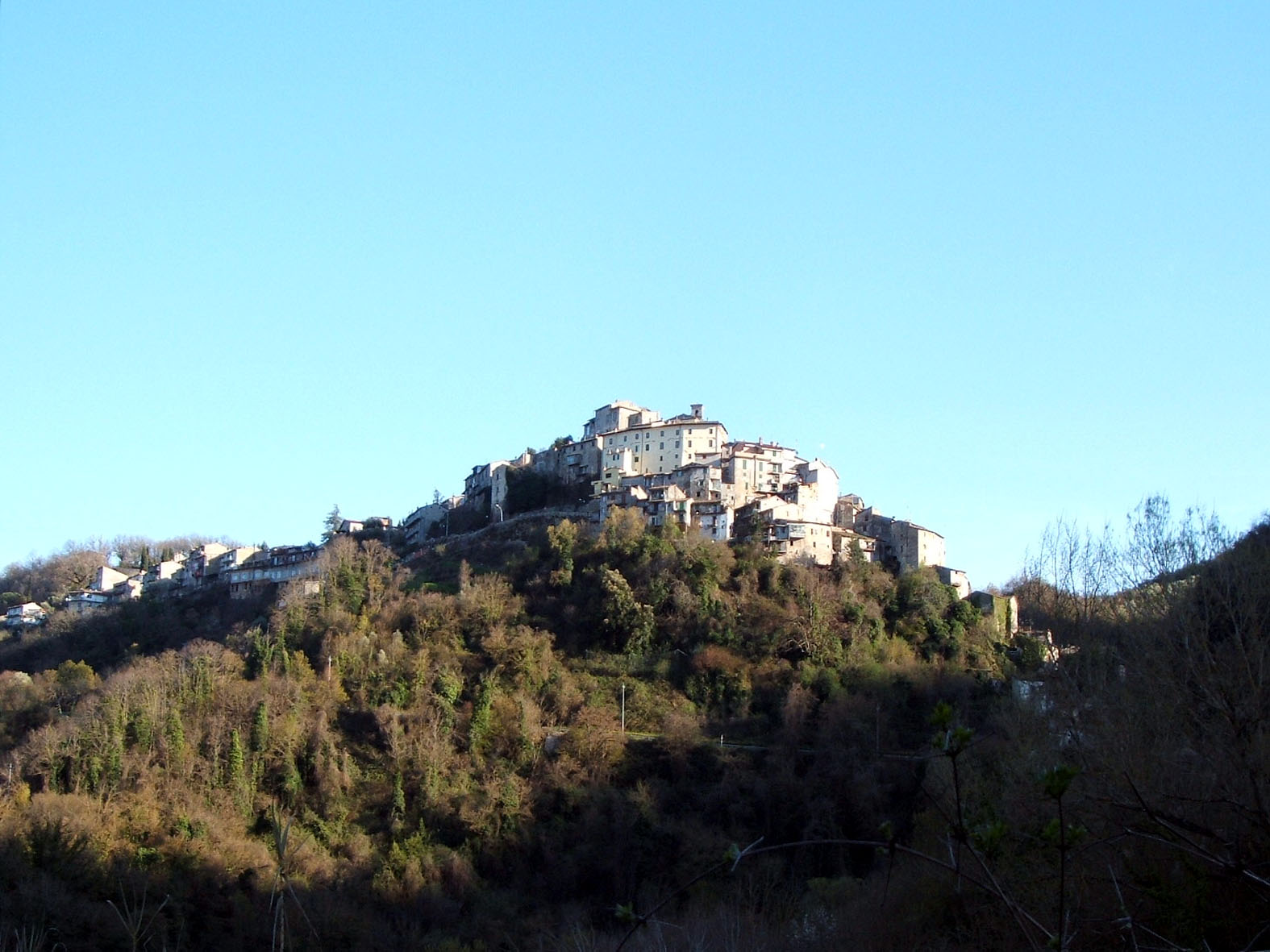
Le village italien d'Anticoli Corrado fut aimé de Maurice Asselin.

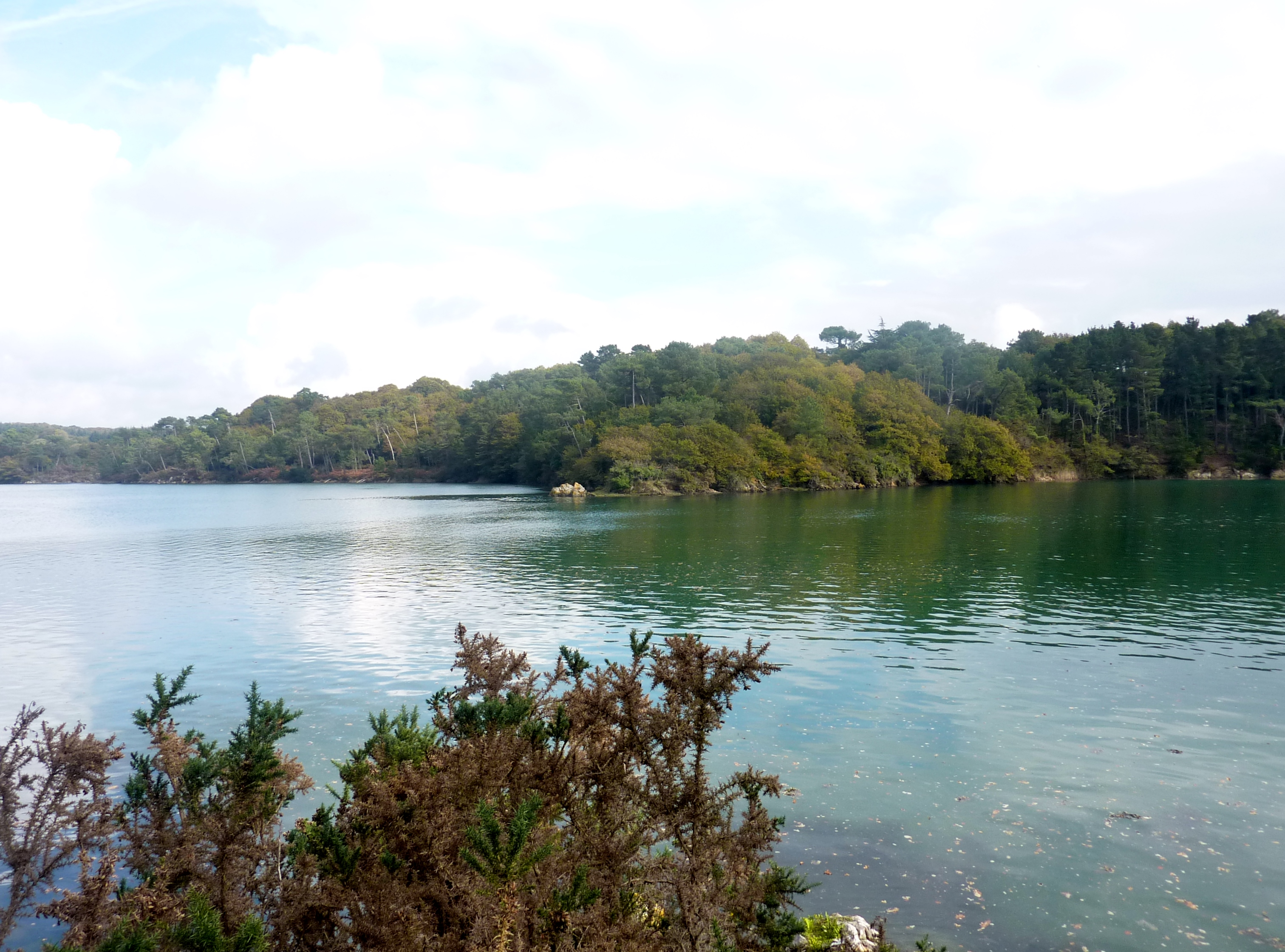
Site breton qu'arpenta Maurice Asselin, entre Moëlan-sur-Mer et Riec-sur-Bélon.

Maurice Asselin découvre la Bretagne en 1905, année où, à Moëlan-sur-Mer — il y reviendra en 1906 et 1907 — il fait la connaissance du peintre Jacques Vaillant. Après ses premières participations aux salons parisiens — Salon des indépendants en 1906, Salon d'automne en 1907 (il devient sociétaire et membre du jury du second en 1910) — il part pour l'Italie où, de mai à octobre 1908, il va, à bicyclette, de Rome à Florence en s'attardant à Anticoli Corrado, Assise, et Sienne. Maurice Asselin renoue avec l'Italie en 1910 où, depuis Gênes, il va jusqu'à Naples en s'attardant à Rome, pour finalement louer, durant tout l'été à Anticoli Corrado, un petit atelier où sont à situer ses premières œuvres sur le thème du nu.
La première rencontre, qui sera suivie d'une longue amitié, entre Maurice Asselin et Pierre Mac Orlan se produit, selon le livre de mémoires de ce dernier, en 1910 à Moëlan-sur-Mer, l'écrivain évoquant les habitudes estivales de Maurice Asselin et de ses amis peintres Ricardo Florès, Émile Jourdan et Jacques Vaillant à Brigneau-en-Moëlan chez La mère Bacon, « une petite auberge de pêcheurs posée sur le roc, située à l'entrée de la jetée qu'elle dominait ». « Maurice Asselin ramène alors chaque été de Concarneau de délicates aquarelles » confirme un autre ami de l'artiste, Roland Dorgelès. Revenus à Paris, Maurice Asselin, Pierre Mac Orlan, Roland Dorgelès et bien d'autres Montmartrois parmi lesquels Francis Carco et Maurice Sauvayre vont alors se retrouver dans de truculentes évasions dominicales à l'auberge de l'Œuf dur et du Commerce de Saint-Cyr-sur-Morin, puis, de nouveau dans le sud du Finistère, le 31 juillet 1914, c'est ensemble que Maurice Asselin, Jacques Vaillant et Pierre Mac Orlan entendent le tocsin annonçant l'entrée de la France dans la Première Guerre mondiale.

### L'Angleterre
1912 est l'année où André Salmon voit en Maurice Asselin « l'un des jeunes peintres les plus susceptibles de haut développement », celle aussi du premier des nombreux voyages de l'artiste à Londres, sa première exposition personnelle s'y tenant en février 1913. Il y est entre 1914 et 1916 le plus proche ami de Walter Sickert, partageant un temps l'appartement de ce dernier, situé Red Lion Square. Dans la chronique mensuelle que tient alors Sickert dans The Burlington Magazine, on trouve sous sa plume, en décembre 1915, une étude comparative des peintures de Maurice Asselin et de Roger Fry dont la conclusion énonce la supériorité du premier. Chacun des deux artistes peint le portrait de l'autre, le portrait d'Asselin brossé en 1915 par Sickert se trouvant aujourd'hui dans les collections du Potteries Museum & Art Gallery (en) de Stoke-on-Trent tandis qu'Asselin conservera chez lui, à Montmartre puis à Neuilly, son Portrait de Walter Sickert. On voit également en 1915 Maurice Asselin à Ashford chez un autre ami peintre, Ludovic-Rodo Pissarro.

### Mission d'artiste aux armées
Sous l'impulsion du général Niox, directeur des musées des armées à Paris, et par décret du 8 novembre 1916, « le sous-secrétariat d'état aux beaux-arts, avec l'autorisation du ministre de la Guerre, peut confier à des artistes des missions aux armées ». Une commission où l'on trouve Léonce Bénédite, François Thiébault-Sisson et Arsène Alexandre a charge de sélectionner les dossiers envoyés par des artistes non mobilisés, étant stipulé que la finalité est « la véritable peinture d'histoire », par opposition à des intentions idéalistes ou symbolistes, à toute imagerie patriotique ou cocardière. Les peintres « modernes » ainsi retenus, exposants du Salon d'automne et du Salon des indépendants, vont des anciens nabis (Pierre Bonnard, Édouard Vuillard, Félix Vallotton, Maurice Denis) aux « nouveaux paysagistes post-cézanniens » que sont alors Maurice Asselin, Louis Charlot, Henri Lebasque, Henry Ottmann, Gaston Prunier, Jules-Émile Zingg, missionnés de la sorte de documenter une histoire non encore écrite. La présence de Maurice Asselin dans les collections du musée de la Guerre fait mémoire de son engagement dans Les missions d'artistes aux armées en 1917.

### Après la Première Guerre mondiale
Maurice Asselin épouse Paton le 17 septembre 1919, mariage suivi des naissances de ses trois fils, Bernard en 1922, Jean en 1923 et Georges en 1925, auxquelles est rattaché le thème de la Maternité dans son œuvre. Il revient en Bretagne dans les années 1920 et y retrouve Pierre Mac Orlan, Jacques Vaillant et Pierre-Eugène Clairin, ce groupe prenant ses habitudes à l'hôtel de la Poste que tient à Pont-Aven l'épouse du peintre Ernest Correlleau,. C'est en 1925, année où en compagnie du peintre André Fraye il effectue un périple le long de la Méditerranée (Marseille, Sainte-Maxime, Saint-Tropez), dans le Var (Le Luc) et dans le Vaucluse (Avignon, Orange), que Maurice Asselin quitte Montmartre pour s'installer au 45-47, rue du Bois-de-Boulogne à Neuilly-sur-Seine, dans la résidence-atelier dont il a confié le projet à l'architecte Pierre Patout.

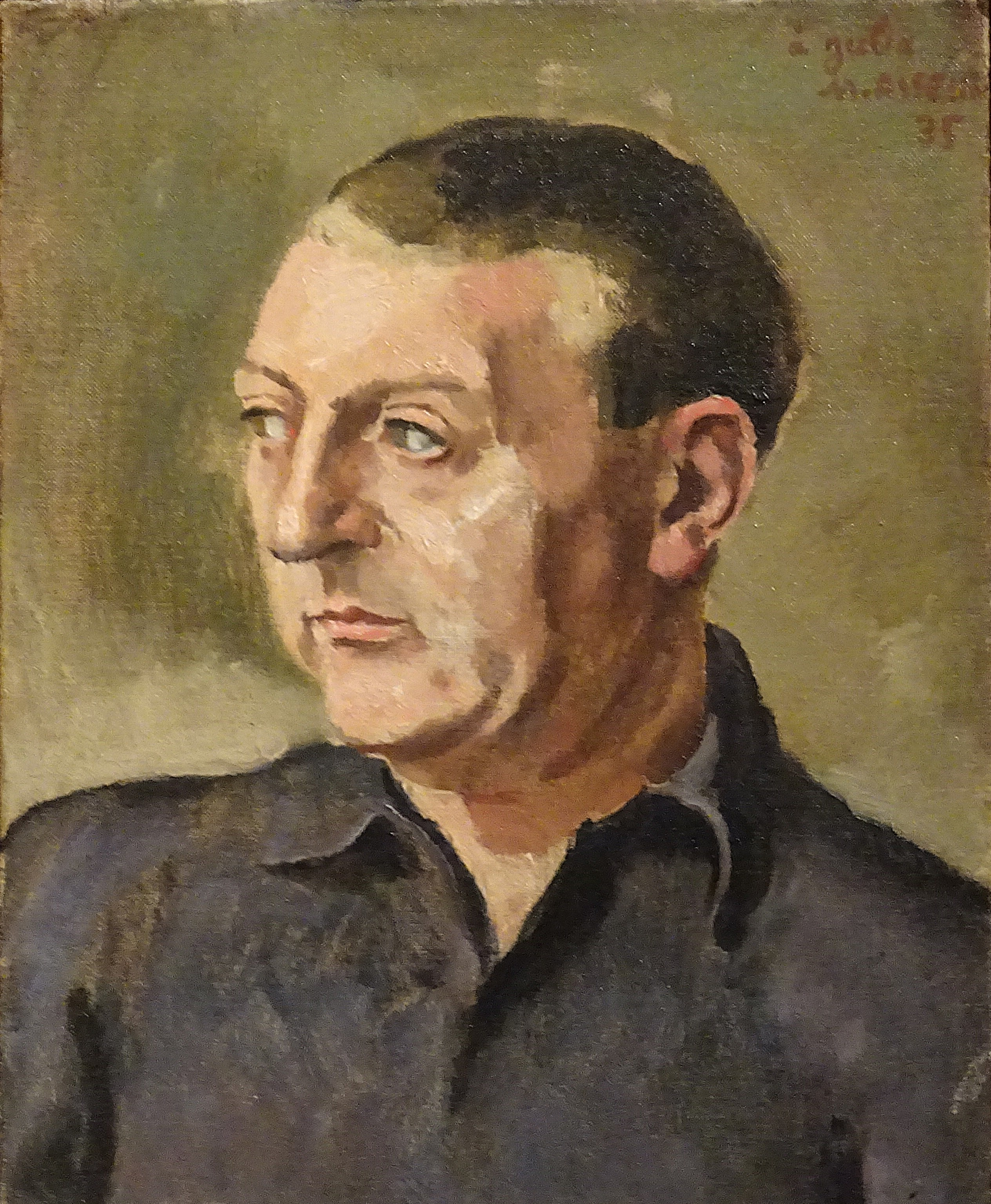
Maurice Asselin ː Portrait d'Ernest Correlleau (1892-1936) (huile sur toile, 1935, atelier d'Ernest Correlleau, Pont-Aven).

Si Maurice Asselin revient dans le Midi en 1927 avec Paton et leurs trois fils, la décennie 1930 (sa mère meurt à Orléans en 1932) le voit de nouveau beaucoup en Bretagne : Concarneau en 1930, Douarnenez en 1931, Beuzec-Conq en 1932, Pont-Aven jusqu'en 1938, Kerdruc (en Névez) en 1939, tout cela dans un entourage constitué des peintres Pierre-Eugène Clairin, Émile Compard, Ernest Correlleau, Fernand Dauchot, Émile Jourdan, Jean Puy, René Thomsen, d'amitiés littéraires aussi : Pierre Mac Orlan, toujours, mais aussi Max Jacob ou encore Liam O'Flaherty dont Maurice Asselin brosse le portrait.
Les exodes de la Seconde Guerre mondiale conduisent Maurice Asselin et sa famille à Chalonnes-sur-Loire où le docteur Plessis l'accueille jusqu'à l'armistice de juin 1940. Les souffrances tant psychologiques (l'artiste supporte mal la défaite et l'Occupation) que physiques (un rhumatisme articulaire à la hanche rend sa marche pénible) se ressentent dans sa peinture : dans cette période des Nus rouges et des petits bouquets, « sa palette se durcit » restitue Georges Asselin. En 1945, il se rend en Bretagne, chez les Correlleau à l'hôtel de la Poste de Pont-Aven, pour la dernière fois. Admis à l'hôpital Saint-Antoine en 1947, il est opéré par le professeur Bergeret le lundi 22 septembre et meurt le samedi 27 septembre.

### Postérité: « la réaction réaliste »
Bernard Dorival a situé Maurice Asselin, avec Edmond Ceria, André Dunoyer de Segonzac, Charles Dufresne, Paul-Élie Gernez, Louise Hervieu, Maurice Loutreuil et Henry de Waroquier, parmi les peintres de la « réaction réaliste » qui, à « l'idéalisme et au vérisme photographique » de la tradition académique du XIXe siècle, « préfèrent le franc réalisme des Impressionnistes et la sincérité avec laquelle ceux-ci interrogeaient la nature. Contre l'irréalisme des cubistes, ils se posent en héritiers des maîtres indépendants du troisième quart du XIXe siècle, au premier chef de Gustave Courbet, père spirituel de leur mouvement » et ouvrent la voie à cette « génération des années 1930 », constituée de jeunes peintres tels Jules Cavaillès, François Desnoyer, Jacques Lestrille, Roger Limouse ou Roland Oudot qui vont s'engager dans un « juste milieu » entre l'art officiel du Salon des artistes français et celui, alors encore jugé trop inaccessible des Fauves et des Cubistes. Et Bernard Dorival appuie significativement son propos en citant Maurice Asselin : « si vous aimez vraiment la peinture, vous ne lui demanderez pas seulement d'être une décoration pour les murs de votre logis, mais d'abord d'être un aliment pour votre vie intérieure », professe ainsi l'artiste qui poursuit : « aucune combinaison cérébrale, aucune théorie ne peut faire naître une œuvre d'art… L'art jaillit de l'amour émerveillé de la vie ».

## Citations

### Dits de Maurice Asselin
- « Une belle œuvre doit, par son ordonnance, son rythme, le choix des éléments qui la composent, satisfaire l'homme raffiné, et, par l'impression de vie qu'elle dégage, émouvoir l'homme le plus simple. » - Maurice Asselin[22]

### Réception critique
- « Il est merveilleux de voir tout ce qu'Asselin peut enclore dans quelques traits de fusain rehaussés d'aquarelle. Plutôt que les tons de la nature, il exprime les nuances de lumière ; et c'est d'une délicatesse extrême, sans jamais tomber dans la fadeur. » - François Fosca[23]
- « Peinture sobre, un peu froide, solide, aux dessous géométriquement construits... En vérité elle est volontairement prolétarienne, mais la sincérité de l'artiste éclate, frise, transparaît à chaque touche. Avec Maurice Asselin, pas d'intérieurs riches, cossus, bourgeois, remplis de clinquants, mais des studios de poètes, de comédiens, d'artistes, des chambres de travailleurs, modestes, simples, d'un décor un peu fruste, des fleurs belles et fraîches, bien en valeur sur des tables rudes. Le peintre nous présente des portraits d'une ressemblance parfaite, et sa préférence va aux écrivains, aux poètes, aux artistes qu'il surprend dans leur intimité... Jules Romains médite sur son balcon, forge peut-être quelque enthousiaste poème unanimiste. Derrière lui la ville, avec sa dégringolade de toitures rousses et bleues, ses cheminées rouges, flambe sous le soleil. Asselin a réussi là un de ses plus heureux contre-jours. Paul Bour, allongé dans un rocking-chair, lit un livre. Émile Jourdan, le feutre gris sur l'oreille, semble un mousquetaire moderne. Son profil aquilin se découpe, net, clair, cursif, bien en valeur... Maurice Asselin aime la beauté des profils de femmes. Ses nus bien dessinés s'offrent à nos yeux sans frivolité aucune. Leur plasticité et leur tonalité font parfois songer à Félix Valloton ; ce n'est pas un mince hommage que je rends ainsi à l'artiste. » - Georges Turpin[24]
- « Maurice Asselin, qui nous montre des figures paysannes dans leur décor familier, s'élève par un effort suivi jusqu'à la plus pure tradition. Devant ses toiles graves, solides, sans faux effet, on songe involontairement aux frères Le Nain, encore que la couleur du peintre moderne soit plus vive et plus fleurie. » - Jean Mériem[25]
- « Chez Asselin, l'intimisme a un sens plus étroit que chez Georges d'Espagnat. C'est la poésie du milieu familial dans lequel il vit. Élevé dans une calme atmosphère provinciale, Asselin était peut-être porté par atavisme et éducation à cette expression de charme domestique. Certes il a peint des paysages et des natures mortes, mais, le plus fréquemment, ce qui revient dans son œuvre, c'est l'enfant, la femme s'adonnant au travail domestique, la maternité. La femme a chez lui cette gravité un peu triste qui est bien dans la tradition française et qui fait penser aux Le Nain dont les femmes d'Asselin ont la robustesse. Ses nus ont aussi cet accent d'intimité, de réserve, qui est la note particulière du nu dans la peinture française. En ce qui concerne sa technique, très sobre d'effets, Asselin ne doit rien au fauvisme, mais beaucoup à Cézanne. Sans qu'on retrouve dans sa peinture tous les procédés du maître d'Aix-en-Provence comme dans la peinture de Simon-Lévy, on ne peut s'empêcher de penser que c'est l'esprit de Cézanne qui anime ses toiles dont les passages de plans sont si nettement délimités de manière à mettre en parfaite valeur les volumes lumineux. » - Germain Bazin[26]
- « Asselin reste toujours dans la même note sobre qui donne à ses scènes d'intérieur leur belle simplicité. » - Raymond Cogniat[27]
- « Nus, fleurs, paysages, figures sont peints dans la lumière avec cette sobriété, cette solidité qui donnent de la force à tout ce que peint Asselin. Mais le côté dépouillé de sa peinture n'en exclut pas la richesse, dans la lumière où, sur un fond de grisaille, le plumage d'un faisan ou la somptuosité d'une fleur apparaissent dans toute leur magnificence, et c'est un enchantement. » - Le Figaro, rubrique « Courrier des arts », mai 1937
- « Pour Asselin, la sensibilité doit être la raison même de l'art. » - Gaston Diehl[28]
- « Je remercie Maurice Asselin, peintre de la lumière spirituelle des hommes et des choses, car ces paysages déjà abolis, ces personnages devenus des fantômes littéraires demeurent dans la réalité de ces témoignages dont l'ensemble fit notre personnalité et notre raison d'exister honorablement. » - Pierre Mac Orlan[29]
- « Intimiste raffiné, Maurice Asselin savait irradier d'une lumière subtile ses personnages représentés dans des attitudes de la vie quotidienne, peints d'une pâte claire et délicate, soutenue par un trait léger et précis ; ils vivent d'une vie à la fois secrète et naturelle. Quant à ses aquarelles, baignées d'une lumière limpide, juste avec ce qu'il faut de couleur et de blancs, elles placent Maurice Asselin parmi les meilleurs aquarellistes de l'époque. » - Pierre Imbourg[30]
- « La subtilité de ses demi-tons compose un univers rêveur. » - René Huyghe et Jean Rudel[31]
- « Il reste un des représentants les mieux doués du réalisme propre à l'École de Paris, qui fit la synthèse de toutes les disciplines antérieures. » - Gérald Schurr[32]
- « C'est bien en restant proche de la vie qu'il peint des scènes intimistes, chaleureuses, faisant les portraits des membres de sa famille, plus particulièrement de sa femme, et de ses amis. C'est avec émotion qu'il rend des paysages, surtout lorsqu'il s'agit d'aquarelles aux traits rapides et lumineux. » - Alain Pizerra[2].

## Œuvres

### Contributions bibliophiliques
- Francis Carco, Rien qu'une femme, 13 eaux-fortes de Maurice Asselin, Paris, Éditions Georges Crès, 1923.
- Essai sur l'histoire de la lithographie en France - Les peintres lithographes de Manet à Matisse, portfolio de 16 lithographies dont Maternité de Maurice Asselin. Paris, Edmond Frapier, Galerie des peintres-graveurs, 1924[33].
- Jules Romains, Mort de quelqu'un, 24 eaux-fortes de Maurice Asselin, 350 exemplaires numérotés, Paris, Éditions Georges Crès, 1927.
- Tristan Corbière, La Rapsode foraine et le Pardon de Sainte-Anne, lithographies de Maurice Asselin, Paris, Éditions Georges Crès, 1929.
- Ouvrage collectif, Paris, 1937, soixante deux lithographies par soixante deux artistes dont Maurice Asselin et Max Savin pour Belleville à vol d'âne de Charles-Henry Hirsch, cinq cents exemplaires numérotés, Imprimerie Daragnès pour la ville de Paris, Exposition universelle de 1937.
- Gabriel-Joseph Gros, Le bouquet de la mariée, 630 exemplaires, les 30 premiers enrichis de lithographies, pointes sèches ou eaux-fortes par Albert André, Maurice Asselin, Valdo Barbey, Michel Ciry, Jean-Joseph Crotti, Hermine David, René Demeurisse, André Derain, Othon Friesz, Édouard Goerg, Edmond Heuzé, Marie Laurencin, Robert Lotiron,André Marchand, Kostia Terechkovitch, Louis Touchagues, Louis Valtat, Paris, Éditions Marcel Saultier, 1945.
- Maurice Asselin (préface de Gaston Diehl), dix estampes originales, Paris, Éditions Rombaldi, 1946.
- Paul Yaki, Montmartre, terre des artistes, illustrations de Maurice Asselin, Jean Aujame, René Collamarini et Max Jacob, Paris, Éditions G. Girard, 1947.

### Œuvres dans les collections publiques
Algérie

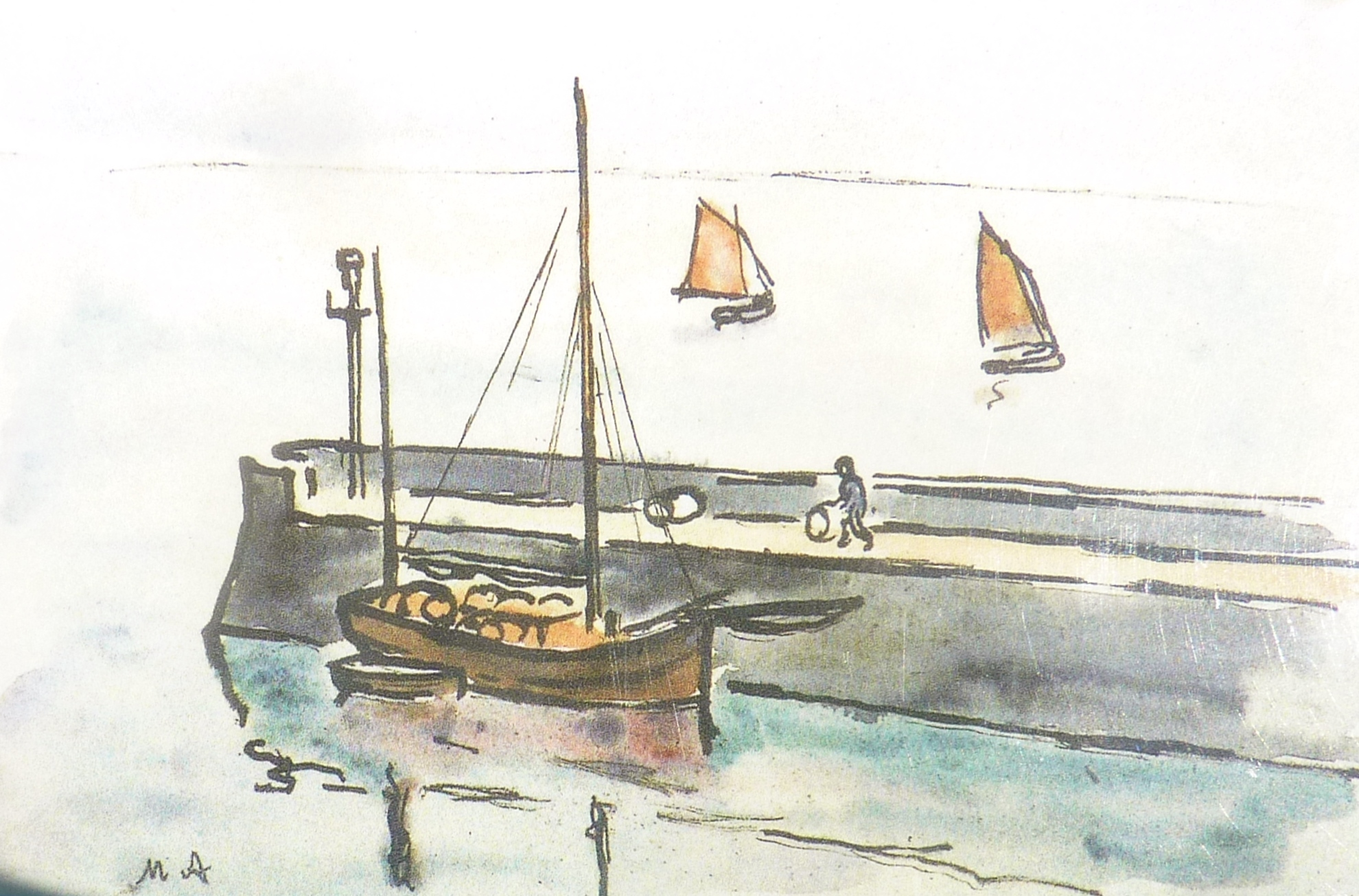
La jetée de Brigneau (Musée de Pont-Aven).

- Alger, musée national des Beaux-Arts, cabinet des estampes : gravures.

 Belgique
- Gand, musée des Beaux-Arts.

 Danemark
- Copenhague, Statens Museum for Kunst, quatre toiles provenant de la collection Rump[34].

 États-Unis
- Boston, musée des Beaux-Arts.
- Los Angeles, musée d'Art du comté de Los Angeles.
- New York :
  - Brooklyn Museum.
  - Museum of Modern Art : Maternité, lithographie[33].

 France
- Aix-les-Bains, musée Faure : Modèle nu au fauteuil.
- Albi, musée Toulouse-Lautrec (deux dépôts du Centre national des arts plastiques) :
  - Portrait d'Édouard Branly, huile sur toile 46x38cm, 1936[35].
  - Nu, huile sur toile 92x60cm, vers 1939[36].
- Bagnols-sur-Cèze, musée Albert-André : La Rue de Tournon à Paris[37].
- Brest, musée des Beaux-Arts : Le repos du modèle, huile sur toile, 72,8 x 59,8 cm[38]
- Cambrai, musée de Cambrai : Le Café dans le jardin[37].
- Grenoble, musée de Grenoble : Portrait de Jean Pellerin à Keriolet, huile sur toile 41x33cm, 1920[39].
- Guéret, musée de la Sénatorerie : Jeune femme au piano, 1927.
- Lyon, musée des Beaux-Arts.
- Nanterre, La contemporaine : La Mobilisation.
- Nantes, musée des beaux-arts : Maternité, 1923, huile sur toile.
- Orléans, musée des beaux-arts : Nu allongé, 1912[40].
- Paris :
  - Bibliothèque nationale de France : Portraits de Maurice Farina, dessins, fonds Maurice Farina.
  - ministère des Affaires étrangères : Bassin de Concarneau.
  - musée d'Art moderne de Paris : Aux Glénans, dessin aquarellé 23x32cm, vers 1932-1935[41].
  - musée national d'Art moderne :
    - Le Café dans le jardin, 1922 ;
    - Checy, 1927[37].
    - L'Arven de Rosbraz, 1938, aquarelle[42] ;
    - L'Arc de triomphe de la place du Carrousel, 1938.
- Péronne, musée Alfred-Danicourt[43].
- Pont-Aven, musée de Pont-Aven :
  - Autoportrait[44] ;
  - La Jetée de Brigneau[45].
- Puteaux, Fonds national d'art contemporain :
  - Concarneau, aquarelle 50x40cm, vers 1920 (en dépôt à l'Institut français d'archéologie orientale du Caire)[46].
  - Bassin de Concarneau, huile sur toile 54x65cm, vers 1936 (en dépôt à l'ambassade de France à Kaboul)[47].
  - Fleurs, huile sur toile, vers 1937 (en dépôt à l'ambassade de France à Varsovie)[48].
  - Autoportrait, huile sur toile 73x60cm, vers 1940[49].
- Rennes, musée des Beaux-Arts : Vue de Raguenès, 1906, fusain et aquarelle[50].
- Rodez, Musée Denys-Puech, Nu, huile sur toile 81x130cm, 1932 (dépôt du Centre national des arts plastiques)[51].
- Saint-Brieuc, Musée d'Art et d'Histoire, Curnonsky en Bretagne, huile sur toile 130x162cm, 1933 (dépôt du Centre national des arts plastiques)[52].
- Saint-Étienne, Musée d'Art moderne et contemporain de Saint-Étienne Métropole :
  - Dix estampes originales[53].
  - Port de Concarneau, estampe 37x45cm, 1947[54].
- Versailles, musée Lambinet : Barques au port, aquarelle.

 Luxembourg
- Musée national d'histoire et d'art, Luxembourg

 Nouvelle-Zélande
- Christchurch, Christchurch Art Gallery Te Puna o Waiwhetu (en)[29].

 Pays-Bas
- Amsterdam, Stedelijk Museum.
- La Haye, musée municipal.

 Royaume-Uni
- Cambridge, université de Cambridge, Fitzwilliam Museum : Bateaux[55].
- Cheltenham, Cheltenham Art Gallery & Museum (en) : Deux jeunes filles lisant, huile sur toile[55].
- Leeds, Musée de Leeds (en).
- Londres, British Museum.
- Manchester : Whitworth Art Gallery.
- Wakefield, The Hepworth Wakefield : Anémones, huile sur toile[55].

 Russie
- Moscou, musée des Beaux-Arts Pouchkine.

 Suisse
- Genève, Petit Palais :
  - Les Péniches, 1913, huile sur toile.
  - Jeune femme se dénudant, vers 1927, huile sur toile[56].

### Collections particulières
- Ancienne collection Pierre Mac Orlan, localisation inconnue[29]
- Ancienne collection Marius Borgeaud[57], Portrait de Marius Borgeaud, localisation inconnue[58].
- Ancienne collection Georges Renand - Jeannine et Édouard Chapet, Berge de la Seine, aquarelle[59].
- Ancienne collection Pierre Maurs[60].
- Philippe Le Stum, Nu, huile sur toile[61].

## Galerie

Œuvres de Maurice Asselin
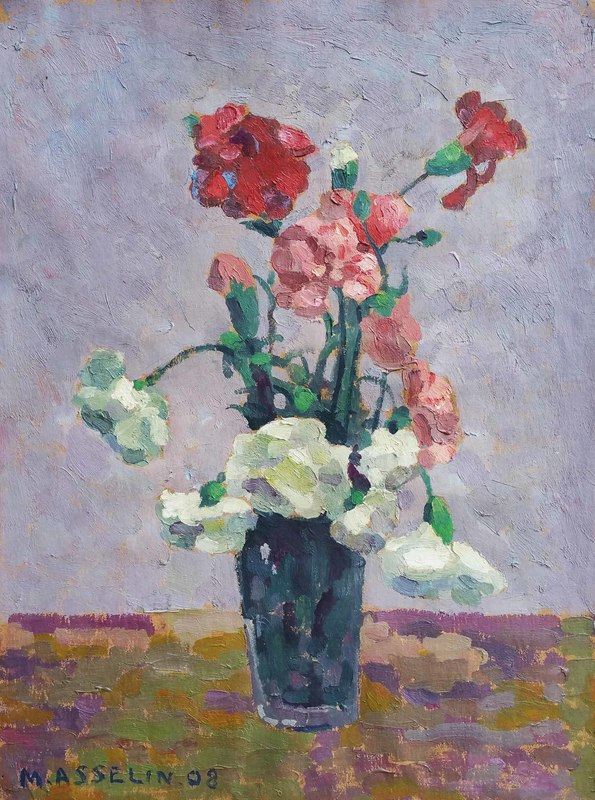
Bouquet d'œillets (1908)
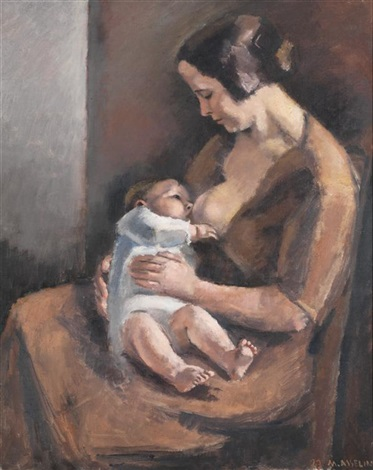
Maternité (1923)
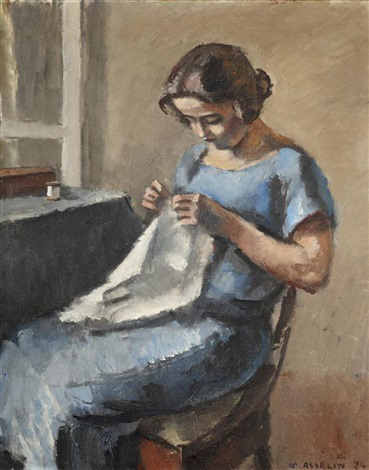
Femme à la couture (1924)
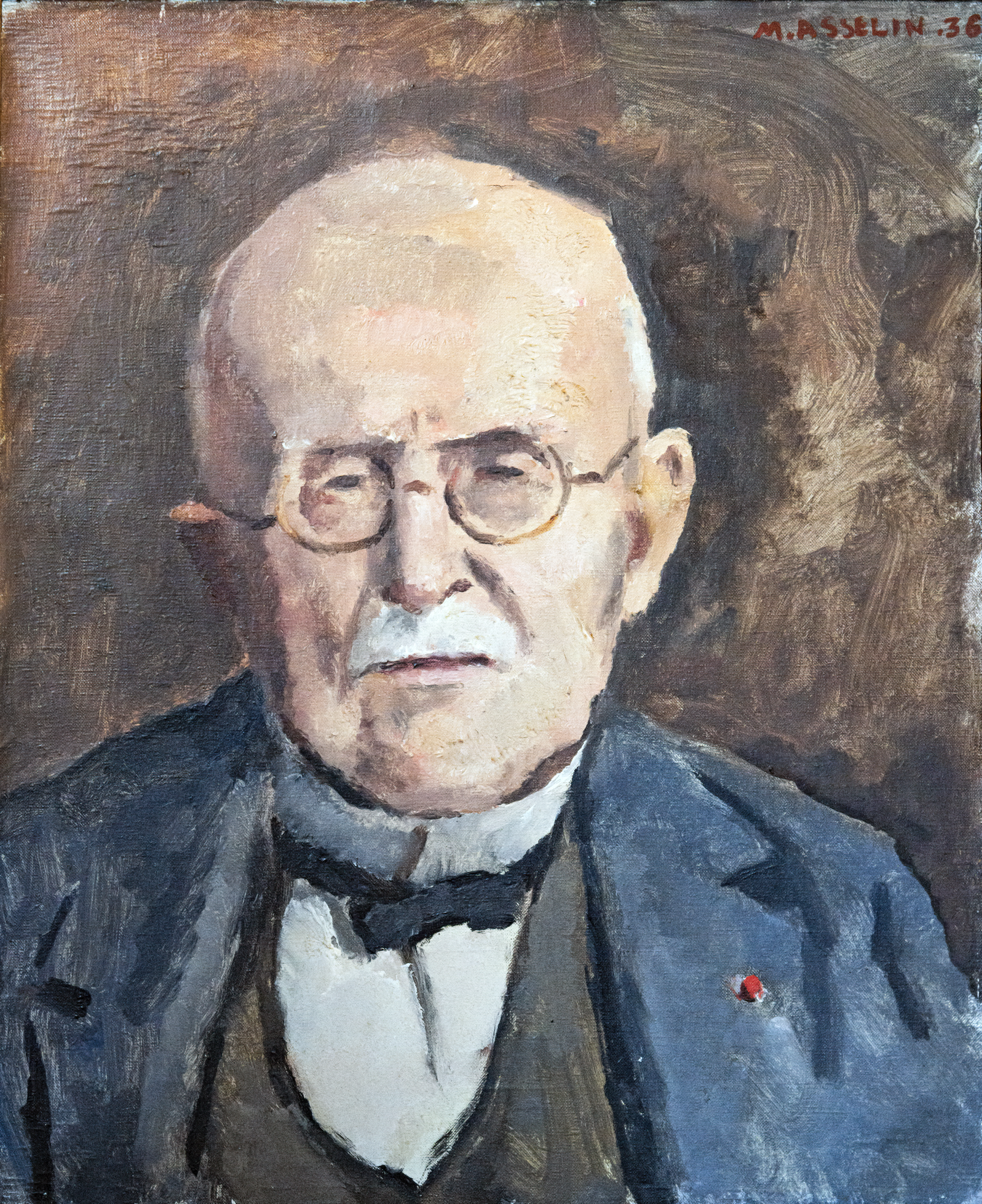
Portrait du professeur Branly (1936) Musée Toulouse-Lautrec
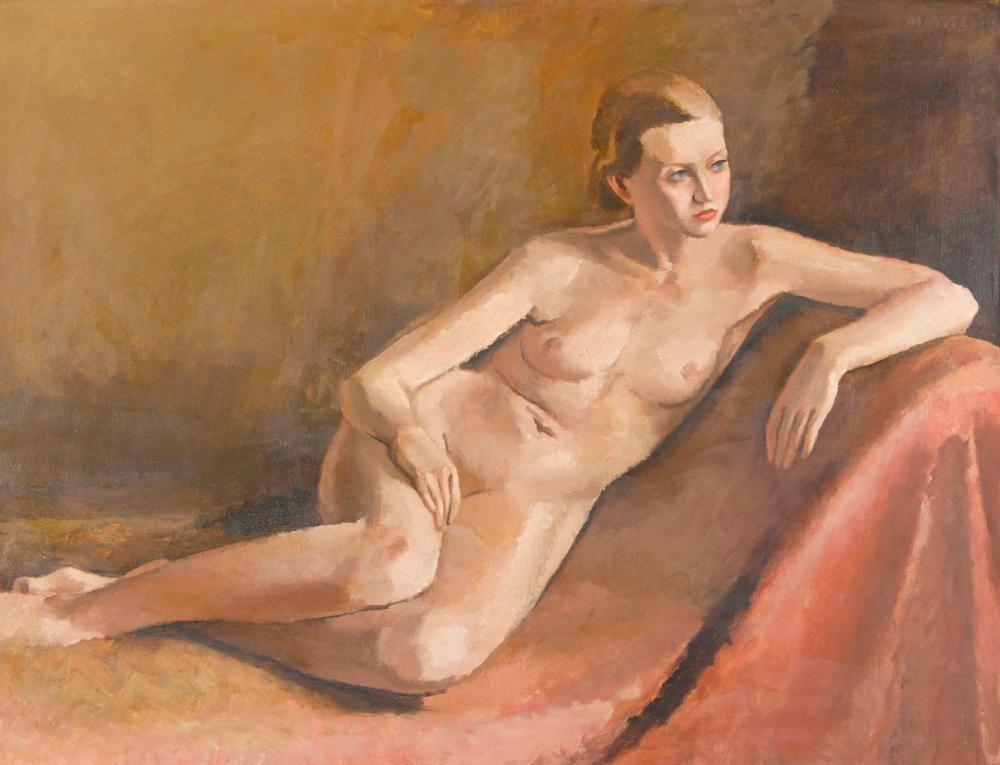
Nu allongé (1938)
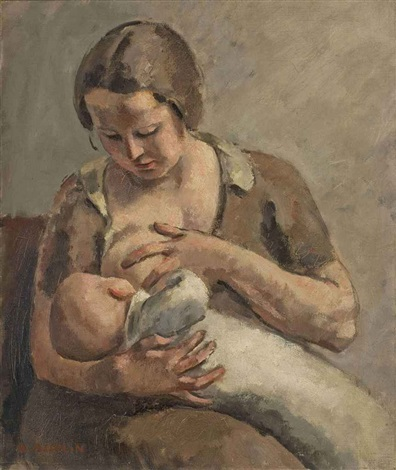
Maternité
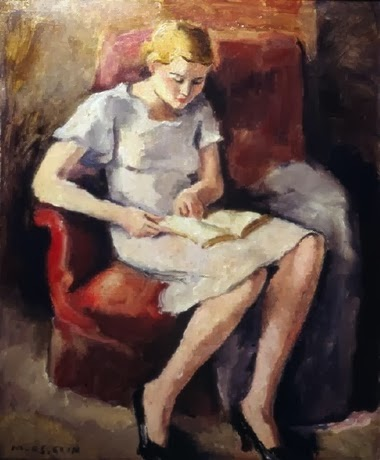
Jeune fille lisant
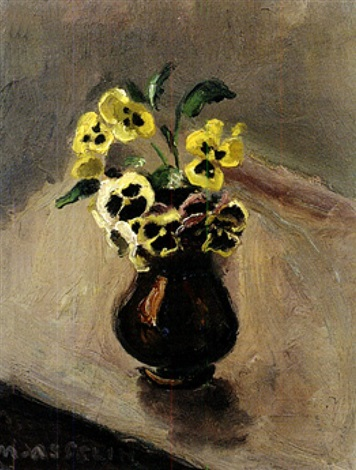
Pensées dans un vase
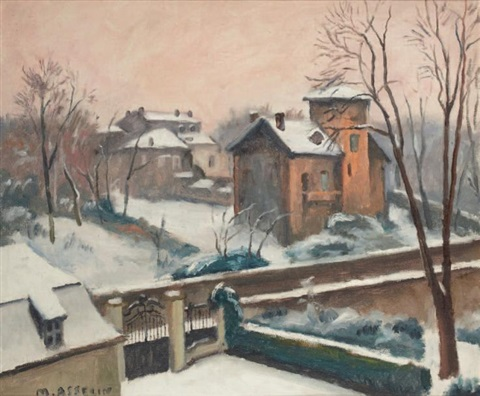
Vue de jardin
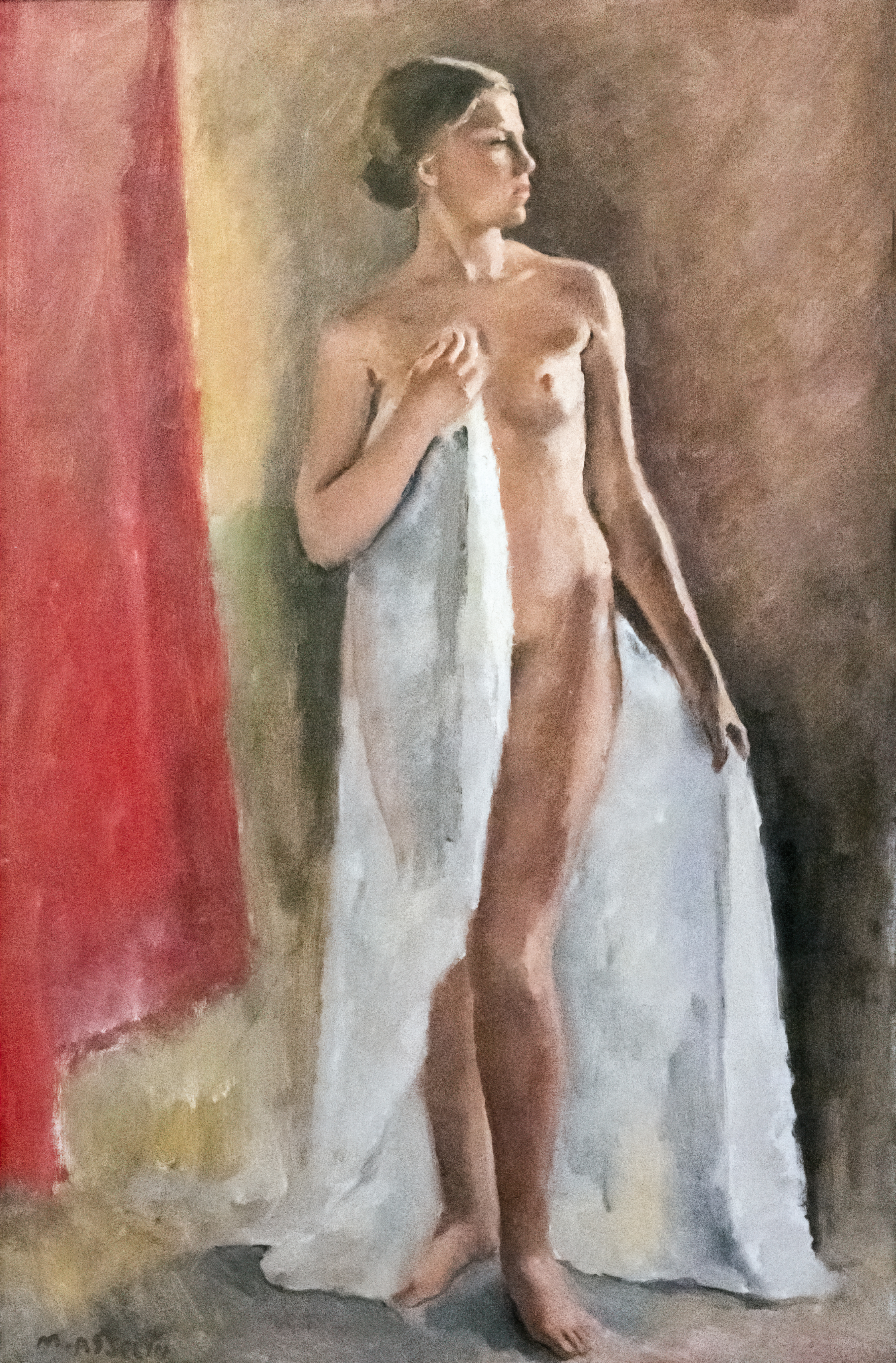
Femme nue debout Musée Toulouse-Lautrec
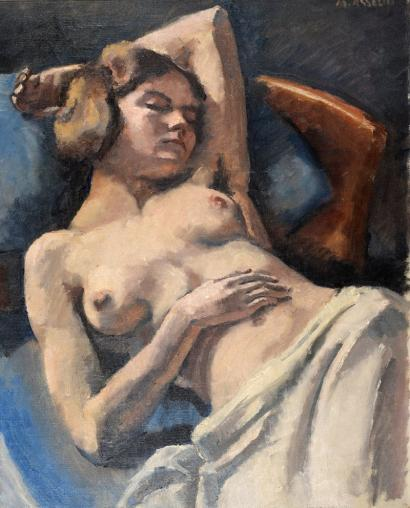
Femme assoupie le buste nu

## Expositions

### Expositions personnelles
- Galerie Eugène Blot, Paris, février 1909, décembre 1911, novembre 1916.
- Galerie Devambez, 1911.
- Musée de Copenhague, 1911.
- Galerie Druet, 20, rue Royale, Paris, 1911, novembre 1917[24], décembre 1918, mars 1923, février 1924[26], 1930[23].
- Galerie Levesque, Paris, 1911.
- Carfax & Co, Londres, février 1913, novembre 1915.
- Galerie Vildrac, Paris, avril 1914[26].
- Galerie Georges Pesson, Paris, novembre 1919.
- Galerie Marcel Bernheim, mai 1921, novembre-décembre 1925, mai 1933, mai 1937[62], 1939.
- Maurice Asselin - Rétrospective, Galerie Georges Bernheim, Paris, mai 1928[26], mai 1930[63].
- American's Women Club, Paris, 1935.
- Cent toiles et aquarelles de Maurice Asselin, Tokyo, 1935.
- Galerie Charpentier, Paris, mai 1935, 1943 (Cent aquarelles d'Asselin), 1945.
- Galerie Saluden, Brest, 1936.
- Galerie Roger Dequoy, Paris, 1941.
- Galerie Jacques Dubourg, Paris, 1943.
- Galerie André Maurice, Paris, juin-juillet 1950, 1953, décembre 1954 - janvier 1955, octobre 1957 (rétrospective, dixième anniversaire du décès de l'artiste)[30].
- Galerie René Drouet, Paris, mars-avril 1961.
- Galerie Nichido, Tokyo, 1969.
- Asselin, Galerie Schmidt, Paris, février-mars 1970.
- Hommage à Maurice Asselin - Soixante-dix toiles, aquarelles et dessins, Galerie Daniel Péron, Pont-Aven, juillet septembre 1983[64].
- Maurice Asselin et la Bretagne, musée de Pont-Aven, avril-juin 2002[65],[44].

### Expositions collectives
- Salon des indépendants, Paris, à partir de 1906[4].
- Salon d'automne, Paris, de 1907 à 1942 (illustration de la couverture du catalogue en 1936).
- Salon des Tuileries, Paris, 1909, 1944.
- Maurice Asselin, Charles Camoin, Henri Manguin, Albert Marquet, Jean Puy, Maurice de Vlaminck, Moderne Galerie, Munich, 1909.
- Maurice Asselin, Lucien Mainssieux, Claude Rameau, Galerie Druet, Paris, 1913.
- Exposition de l'Association des artistes de Hambourg, Hambourg, novembre-décembre 1919[66].
- La jeune peinture française - Maurice Asselin, Roger Bissière, Louis Charlot, André Derain, Charles Dufresne, André Dunoyer de Segonzac, Jean Fernand-Trochain, Othon Friesz, André Lhote, Robert Lotiron, Maurice Utrillo, Henry de Waroquier…, Galerie Manzi-Joyant, Paris, juin-juillet 1920[67].
- Le premier groupe - Maurice Asselin, Albert Marquet…, Galerie Marcel Bernheim, 1920.
- Expositie van werken van Maurice Asselin, Edmond Ceria, Paul Charlemagne, Kees Van Dongen, Henri Le Fauconnier, Charles Kvapil, Henri Lebasque, Frans Masereel, Anders Osterlind, Henry Ottmann, Jean Picart Le Doux, Jules Zingg, Gallery van moderne Kunst, Amsterdam, avril 1927[68]
- Frenschen werken - Maurice Asselin, Paul Charlemagne, Raoul Dufy, Henri Le Fauconnier, Maurice Savreux, René Thomsen, Galerie Hofstee-Deelmann, Amsterdam, octobre-décembre 1930[68].
- Huit aquarellistes - Maurice Asselin, Maurice Brianchon, Pierre-Eugène Clairin, Jean Launois, Albert Marquet, Jean Picart Le Doux, René Thomsen, Jules-Émile Zingg, Galerie Marcel Bernheim, 35, rue La Boétie, Paris, février 1931[69].
- Exposition "Petites Tuileries" - Quarante peintres de l'École de Paris : Maurice Asselin, André Bauchant, Charles Kvapil, Henri Lebasque, Mela Muter, Anders Osterlind, Valentine Prax, Jean Puy, Jean Souverbie, Pierre Tal-Coat, René Thomsen, Dallas Public Art Gallery, Dallas (Texas), mars-avril 1932[70].
- 3e Salon des portraits contemporains, Galerie de Paris, Paris, 1935[71].
- Onzième groupe des artistes de ce temps : Maurice Asselin, Charles Camoin, Henri Manguin, Albert Marquet, Jean Puy, Petit Palais, Paris, décembre 1935 - janvier 1936[72].
- Exposition universelle, Paris, mai-novembre 1937[73].
- Ausstellung Französischer Kunst den Gegenwart, Preussische Akademie der Künste, Berlin, juin 1937[74].
- Le quatrième Salon de mai à Orléans, Musée des beaux-arts d'Orléans, 1948[75].
- Exposition non datée : Maurice Asselin (peintures) et Louis Dejean (sculptures), Galerie Pigalle, Paris.
- Marius Borgeaud ou la magie de l'instant, Fondation Gianadda, Martigny (Suisse), novembre 2001 - janvier 2002[58].
- Les peintres graveurs et la mer, Espace Mélanie, Riec-sur-Bélon, août 2007[76].
- De Gauguin à Gromaire, la naissance d'un musée, Musée de Pont-Aven, août-septembre 2012.
- Boire aux Champs libres, Rennes, novembre 2015 - avril 2016[77].
- Hommage à Pierre Mac Orlan, Musée départemental de la Seine-et-Marne, Saint-Cyr-sur-Morin, septembre 2020[61].

## Vente
- Delorme et Collin du Bocage, commissaires-priseurs, Vente de l'atelier Maurice Asselin, salle des ventes du 9, rue de Provence, Paris, 9 mars 2017[78].

## Distinctions
- Officier de la Légion d'honneur (1939)[79]
- Chevalier de l'ordre des Palmes académiques (1929)[80]
- Membre de l'Académie des gastronomes (Curnonsky, fondateur).